# Diloma arida
Diloma arida là một loài ốc biển, là động vật thân mềm chân bụng sống ở biển trong họ Trochidae.